# Jüdische Gemeinde Boulay-Moselle

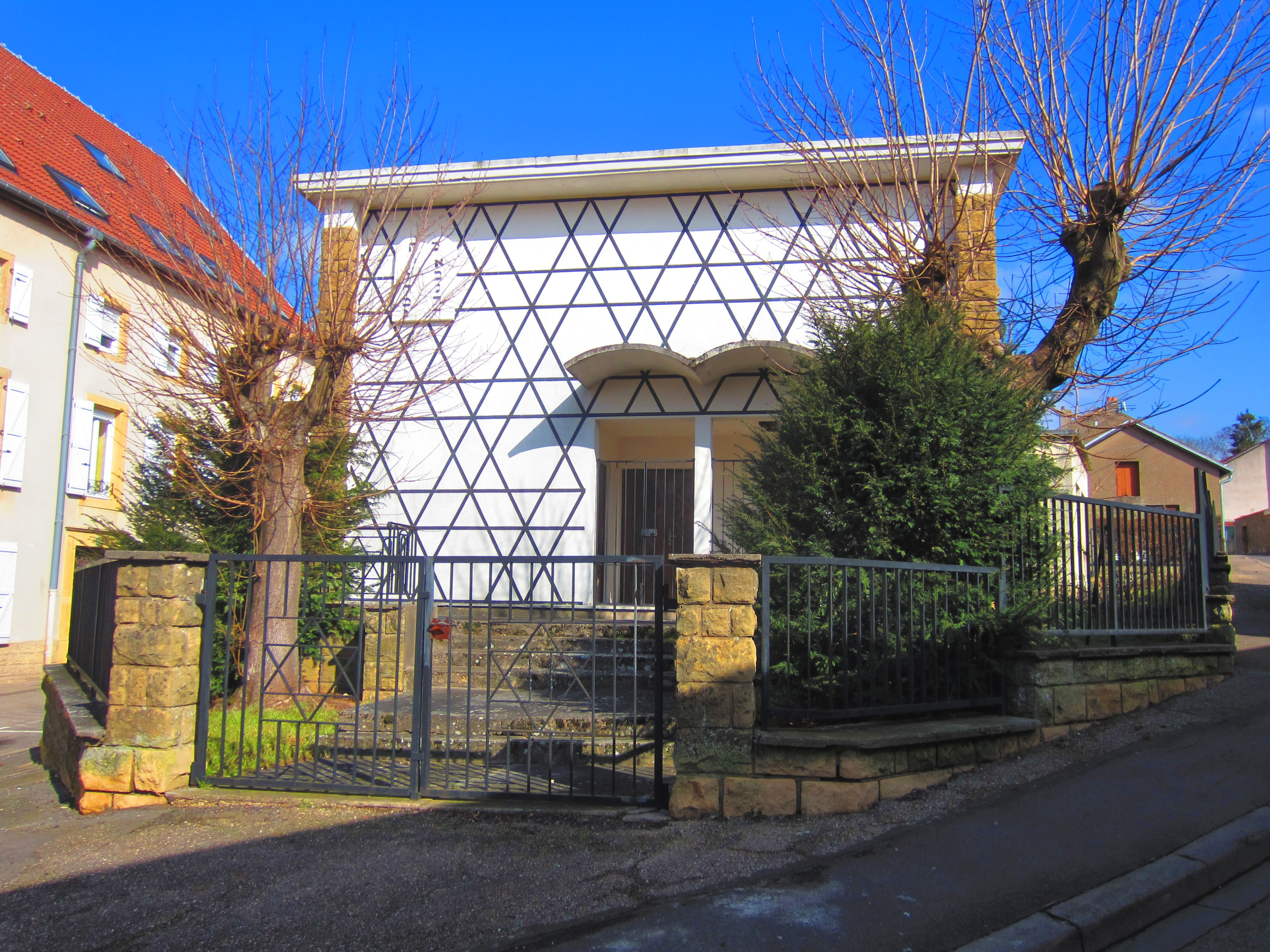
Synagoge in Boulay

Eine jüdische Gemeinde in Boulay-Moselle, einer französischen Gemeinde im Département Moselle in Lothringen, besteht seit dem 17. Jahrhundert.

## Geschichte
Im Jahr 1670 baute die jüdische Gemeinde von Boulay-Moselle die erste Synagoge, die 1730 von einem Neubau in der Rue du Four Banal ersetzt wurde. Schließlich wurde für die wachsende Gemeinde 1854 in der Rue des Juifs (Judengasse) eine größere Synagoge im neoromanischen Stil erbaut, die 1940 von den deutschen Besatzern zerstört wurde. Die Überlebenden der nationalsozialistischen Verfolgung, zum Teil aus der 
Deportation zurückgekehrt, errichteten 1950 in der Rue du Pressoir eine neue Synagoge. Die jüdische Gemeinde gehört seit 1808 zum israelitischen Konsistorialbezirk Metz.

## Friedhöfe
Der erste jüdische Friedhof in Boulay wurde 1732 neben dem katholischen Pfarrgarten errichtet, was zu Streitigkeiten mit dem Pfarrer führte. Der zweite jüdische Friedhof wurde an der Landstraße nach Sarrelouis in der Mitte des 18. Jahrhunderts angelegt. Der dritte jüdische Friedhof wurde an der Route de Macker errichtet, er wurde 1940 von den deutschen Besatzern geschändet.